# رودریگو آمارانته
رودریگو آمارانته د کاسترو نوز (به پرتغالی: Rodrigo Amarante de Castro Neves) (متولد ۶ سپتامبر ۱۹۷۶ در ریو دو ژانیرو) یک خواننده، ترانه‌سرا، نوازنده چندین ساز و تنظیم‌کنندهٔ برزیلی است. او بخشی از گروه‌های برادران، ارکسترا امپریال و لذت کوچک بوده است. اولین رکورد وی که منتشر شد، Cavalo نام داشت که در برزیل اواخر سال ۲۰۱۳ و به‌صورت جهانی در مارس ۲۰۱۴ نشر یافت. وی همچنین سازندهٔ آهنگ تیتراژ ابتدایی "Tuyo" برای سریال نارکوس (۲۰۱۵) بود.

## در گروه برادران
آمارانته رشتهٔ روزنامه‌نگاری را در دانشگاه کاتولیک ریو د ژانیرو ("PUC-Rio") خواند و در آنجا با مارسلو کاملو و رودریگو باربا آشنا شد. پس از چند تمرین با گروه موسیقایی برادران (Los Hermanos) به پیوستن به این گروه دعوت شد.
اولین آلبوم
آن‌ها در اولین آلبوم خود، Los Hermanos (1999)، از کمک اندکی از آمارانته برای اجرای نوعی فلوت و همخوانی بهره جستند. تنها دو آهنگ توسط او نوشته شده: "Quem Sabe" ("چه کسی می‌داند") که تبدیل به یک سی دی مجزا شد و آهنگ "Onze Dias" ("یازده روز").
آلبوم دوم
در دومین آلبوم گروه، Bloco do Eu Sozinho (2001) آمارانته توانست کیفیت کار خودش را نشان دهد و به نواختن گیتار همراه با مارسلو و نوشتن آهنگ پرداخت. او آهنگ‌های "احساساتی" (برندهٔ جایزهٔ Dado Villa-Lobos از Legião Urbana به عنوان بهترین آهنگ سال 2001), "Retrato pra Iaiá" ("پرتره برای یحیی") و "Cher Antoine" (آوازی فرانسوی) را ضبط کرد. او همچنین همکاری‌هایی در دیگر ترانه‌ها داشت: با مارسلو در "Flor" ("گل") و بخشی از آهنگ "Mais Uma Canção" ("یکی دیگر از آهنگ‌ها").
آلبوم سوم
با آلبوم سوم خود ونتورا (۲۰۰۳) آمارانته به عنوان یک ترانه‌سرا سرشناس در کشور شناخته شد. او آهنگ‌هایی با کیفیت مانند "Último Romance" ("آخرین رمان"), "O-velho e o moço" ("پیر مرد و پسر جوان") "Um par" ("یک جفت") "Do Sétimo Andar" ("از طبقه هفتم") و "Deixa o Verão" ("اجازه تابستان") را ساخت؛ و اینچنین جایگاه خود را از یک عضو فرعی گروه به یکی از رهبران آن تغییر داد و در کنار مارسلو، به رهبری گروه رسید.
آلبوم چهارم
دربارهٔ چهارمین آلبوم، به نام ۴ (۲۰۰۵)، آمارانته نوشت: اغلب آهنگ‌ها از مارسلو است. اگر چه ۴ هم به موفقیت‌های زیادی دست یافت ولی آمارانته فقط در آهنگ‌های "O Vento" ("باد") و "Condicional" نقش به سزایی داشت. او همچنین ترانهٔ آهنگ‌های "Primeiro Andar" ("راه رفتن") "Os Pássaros" ("پرندگان") و "Paquetá" (هم‌نام یک جزیره کوچک در ریو د ژانیرو) را سروده بود.
در سال ۲۰۰۶ او جایزه «بهترین نوازنده» در رقابت Prêmio Multishow (جوایز چندگانه) را به دست آورد.

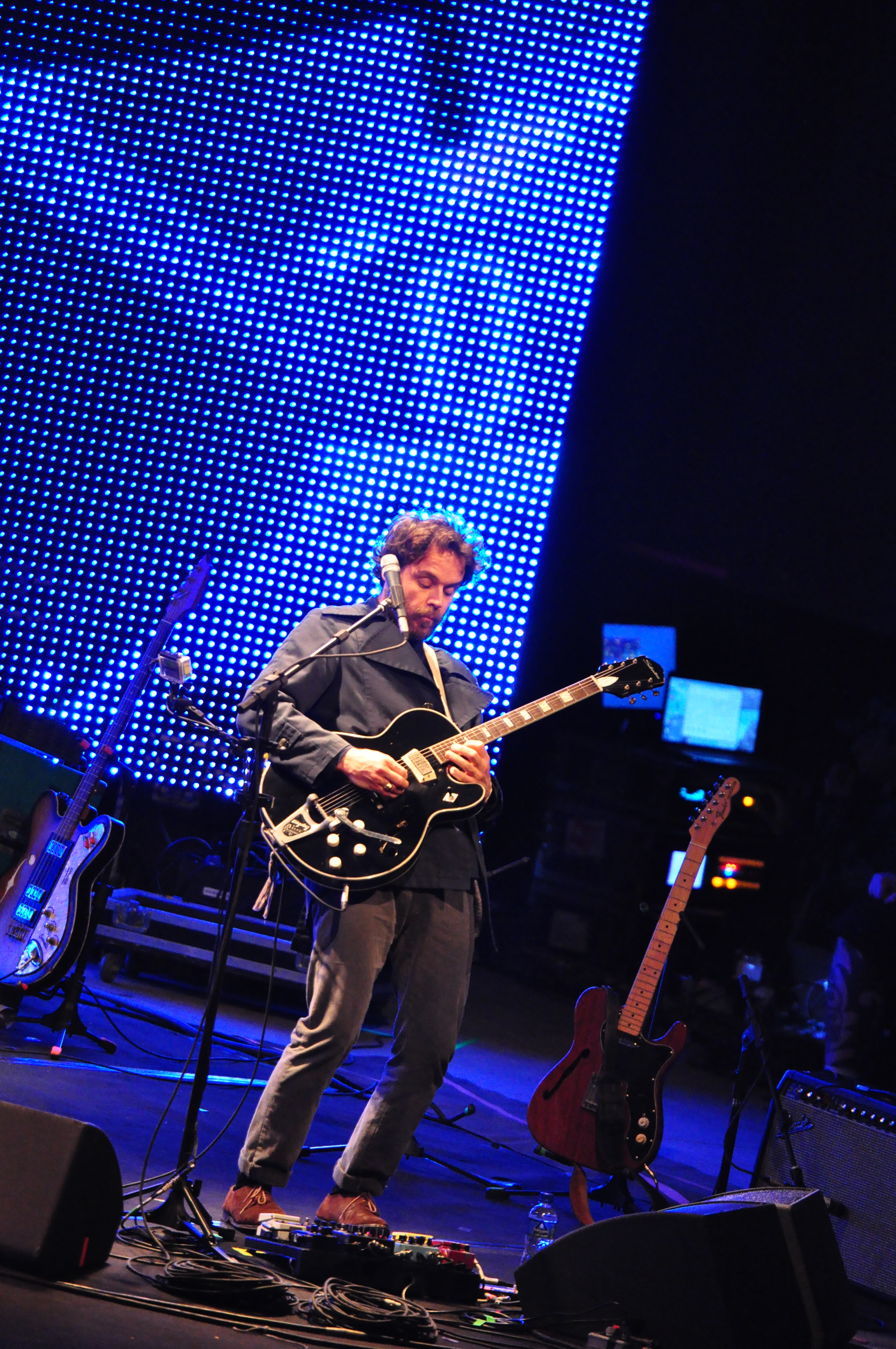
آمارانته در سال ۲۰۱۲

در ماه آوریل سال ۲۰۰۷ باند اعلام کردند که در سال ۲۰۰۹ گروه از هم خواهد پاشید و فقط سالانه کنسرت و تورهایی را خواهند داشت.

## در ارکسترا امپریال
پس از وقفهٔ گروه برادران (در سال ۲۰۰۷) آمارانته به گروه ارکسترا امپریال (Orquestra Imperial) پیوست و به کالیفرنیا رفت تا اثر «اسموکی رول داؤن تندر کانیون» را با دوندرا بانهارت (Devendra Banhart) ضبط کند. او شروع به نوشتن آهنگ‌هایی با همراهی فابریزیو مورتی (Fabrizio Moretti) و بینکی شاپیرو (Binki Shapiro) کرد. این سه تن به زودی گروه لذت کوچک را تشکیل دادند.

## در لذت کوچک
در سال ۲۰۰۷، آمارانته به استروکز پیوست و به همراه مورتی و شاپیرو یک گروه بزرگ آمریکایی-برزیلی را ساختند. آمارانته و مورتی در سال ۲۰۰۶ همدیگر را در حاشیه فستیوالی در لیسبون ملاقات کردند و سنگ بنای باند جدید را از همان‌جا چیدند. زمانی که آمارانته برای کار با ارکسترا امپریال به لوس آنجلس رفته بود، به دیدار مورتی رفت و نخستین همکاری در آنجا شکل گرفت.

## تنها کار کردن
در سال ۲۰۱۴ آمارانته اولین آلبوم مختص خود به نام Cavalo، را منتشر کرد. این آلبوم نقدها و نظرات مثبتی کسب کرد و در فهرست موسیقی‌های NPR در «۵۰ آهنگ مورد علاقه از ۲۰۱۴ تا کنون» جای گرفت. او برای این آلبوم در نزدیک به ۳۰ کشور مختلف تور گذاشت.
در سال ۲۰۱۵ آمارانته آهنگ اسپانیایی‌زبان "Tuyo" ("شما") را به تنهایی برای نتفلیکس ساخت تا در سریال نارکوس استفاده شود. او برای ساخت این اثر با خود اندیشید که مادر پابلو اسکوبار هنگام رشد و اوج گرفتن پسرش چگونه آهنگی گوش می‌کرده. این آهنگ رتبهٔ ۶ آهنگ‌های پاپ دیجیتال آمریکای لاتین در سال ۲۰۱۵ را به دست آورد و نامزد جایزه امی برای برجسته‌ترین موسیقی تم شد.

## دیسکوگرافی

### با گروه برادران
- Los Hermanos (1999)
- Bloco do Eu Sozinho (2001)
- Ventura (2003)
- ۴ (۲۰۰۵)

### با لذت کوچک
- Little Joy (2008)

### انفرادی
- Cavalo (2013)
- TBA (2017)

### موسیقی متن
- "Tuyo" (2015) در نارکس (سریال نتفلیکس)